# 山形県道51号山形上山線
山形県道51号山形上山線（やまがたけんどう51ごう やまがたかみのやません）は、山形県山形市から上山市に至る県道（主要地方道）である。

## 概要
この路線は羽州街道の一部で、蔵王駅前から旧上山競馬場前の間は道幅が狭い。山形市南館と山形ニュータウンの間を結ぶ道路を整備して、これまでに山形市南館と松原の間が開通している。

### 路線データ
- 陸上距離：23.0 km[1][出典無効]
- 起点：山形県山形市城西町（山形県道18号山形朝日線交点）
- 終点：山形県上山市中山（国道13号交点）

## 歴史
- 1993年（平成5年）5月11日 - 建設省から、県道金瓶山形線と県道山形南陽線の一部が山形上山線として主要地方道に指定される[2]。
- 2015年4月1日より、国道13号の上山バイパスに並行する上山市中山の区間（羽州街道）の管理者が国から山形県に移管され、終点が上山市中山に変更された。[3]

## 路線状況

### 重複区間
- 山形県道17号山形白鷹線（山形市あかねヶ丘 - 上町）
- 国道348号（山形市富の中 地内）
- 国道458号（上山市四谷 - 藤吾）
- 国道13号（上山市藤吾 - 中山）

### 別名
- 西回りバイパス（山形市城西町 - 山形市片谷地）

## 地理

### 通過する自治体
- 山形市
- 上山市

### 交差する道路
- 山形県道18号山形朝日線・山形県道49号山形山辺線（山形市城西）
- 山形県道271号下原山形停車場線（山形市清住町）
- 山形県道17号山形白鷹線（山形市上町）
- 国道348号・山形県道17号山形白鷹線（山形市あかねヶ丘）
- 国道348号（山形市富の中）
- 山形県道170号蔵王成沢長谷堂線（山形市松原）
- 山形県道267号十日町山形線（上山市金瓶）
- 山形県道12号白石上山線（上山市弁天）
- 国道458号（上山市四ツ谷）
  - 山形県道104号狸森上山線
  - 山形県道263号萱平河崎線
- 国道458号（上山市藤吾）
- 国道13号（上山市中山）

### 沿線の施設など
- イオンモール山形南
- 山形線（奥羽本線） 羽前中山駅